# Pizjma
De Pizjma (Russisch: Пижма) is een ruim driehonderd kilometer lange rivier in oblast Kirov en oblast Nizjni Novgorod. In de wintermaanden is de rivier bevroren. De laatste 144 kilometer zijn bevaarbaar.
De rivier mondt uit in de Vjatka. 